# Gangubai Kothewali
 (juillet 2022).
La mise en forme du texte ne suit pas les recommandations de Wikipédia : il faut le « wikifier ».
Les points d'amélioration suivants sont les cas les plus fréquents. Le détail des points à revoir est peut-être précisé sur la page de discussion.
- Les titres sont pré-formatés par le logiciel. Ils ne sont ni en capitales, ni en gras.
- Le texte ne doit pas être écrit en capitales (les noms de famille non plus), ni en gras, ni en italique, ni en « petit »…
- Le gras n'est utilisé que pour surligner le titre de l'article dans l'introduction, une seule fois.
- L'italique est rarement utilisé : mots en langue étrangère, titres d'œuvres, noms de bateaux, etc.
- Les citations ne sont pas en italique mais en corps de texte normal. Elles sont entourées par des guillemets français : « et ».
- Les listes à puces sont à éviter, des paragraphes rédigés étant largement préférés. Les tableaux sont à réserver à la présentation de données structurées (résultats, etc.).
- Les appels de note de bas de page (petits chiffres en exposant, introduits par l'outil «  Source ») sont à placer entre la fin de phrase et le point final[comme ça].
- Les liens internes (vers d'autres articles de Wikipédia) sont à choisir avec parcimonie. Créez des liens vers des articles approfondissant le sujet. Les termes génériques sans rapport avec le sujet sont à éviter, ainsi que les répétitions de liens vers un même terme.
- Les liens externes sont à placer uniquement dans une section « Liens externes », à la fin de l'article. Ces liens sont à choisir avec parcimonie suivant les règles définies. Si un lien sert de source à l'article, son insertion dans le texte est à faire par les notes de bas de page.
- La présentation des références doit suivre les conventions bibliographiques. Il est recommandé d'utiliser les modèles {{Ouvrage}}, {{Chapitre}}, {{Article}}, {{Lien web}} et/ou {{Bibliographie}}. Le mode d'édition visuel peut mettre en forme automatiquement les références.
- Insérer une infobox (cadre d'informations à droite) n'est pas obligatoire pour parachever la mise en page.

Pour une aide détaillée, merci de consulter Aide:Wikification.
Si vous pensez que ces points ont été résolus, vous pouvez retirer ce bandeau et améliorer la mise en forme d'un autre article.
Gangubai Harjeevandas,  plus connue sous le nom de Gangubai Kothewali  ou Gangubai Kathiawadi,  était une militante indienne, prostituée et tenancière d'une maison close dans le quartier de Kamathipura à Mumbai dans les années 1960. Gangubai a beaucoup œuvré pour les travailleuses du sexe et pour le bien-être des orphelins. Elle a fini par gérer sa propre maison close et est connue pour avoir fait pression en faveur des droits des travailleurs du sexe.

## Biographie
Elle a été vendue à la prostitution à un âge précoce par son prétendant, Ramnik Lal, après s'être enfuie de chez elle à Bombay. Elle est devenue connue sous le nom de Madame de Kamathipura pour être une proxénète influente dans la ville, ayant des liens avec la pègre, et qui vendait de la drogue. Plus tard dans sa vie (vraisemblablement entre 1947 et 1964), elle rencontra Jawaharlal Nehru pour discuter du sort des travailleurs du sexe et améliorer leurs conditions de vie,.
Mafia Queens of Mumbai (2011) de Hussain Zaidi contient des informations sur la vie de treize femmes qui ont influencé Mumbai. Zaidi y donne également des informations sur Gangubai. Selon celui-ci, Gangubai était issue d'une famille très éduquée et était obsédée par le travail dans les films et était une fan de Dev Anand. Gangubai, 16 ans, et son mari Ramnik Lal, 28 ans, se sont enfuis à Mumbai et se sont mariés. Quelques jours après le mariage, son mari l'a vendue dans un kuntankhana (bordel) pour ₹1 000. À contrecœur, Gangubai a commencé à travailler comme prostituée. En peu de temps, Gangubai est devenu le chef de quelques kuntankhanas. Un idiot nommé Shaukat Khan Pathan a commencé à l'exploiter financièrement et physiquement. Gangubai est allée se plaindre de Pathan auprès de Karim Lala, alors chef de la pègre. Lala l'a assurée de son aide et a reçu un rakhi en retour. Après cela, Shaukat Khan a été averti et brutalisé par Lala.
Depuis lors, la réputation de Gangubai en tant que sœur supposée de Karim Lala s'est accrue dans les années 1960. Le lycée pour filles de St Anthony, qui a été établi à Kamathipura en 1922, a lancé une campagne pour nettoyer la zone de la « mauvaise influence ». Cela a conduit à un ordre de déménager le bordel. Gangubai s'y est opposée avec véhémence et a présenté son cas au Premier ministre de l'époque, Jawaharlal Nehru, ce qui a permis de ne pas déplacer la maison close.[réf. nécessaire]
Pendant cette période, Gangubai travaillait également sur divers problèmes concernant les orphelins et les femmes dans le milieu de la prostitution. Gangubai a conseillé et renvoyé de nombreuses jeunes femmes qui s'étaient enfuies de chez elles pour travailler dans le cinéma et s'étaient retrouvées dans la prostitution. Pour cette raison, tout le monde avait l'habitude d'appeler respectueusement Gangubai Ganga Maa (mère). Après sa mort, des photographies et des statues d'elle ont été érigées dans les maisons closes de la région.[réf. nécessaire]

## Dans la culture populaire
Sa vie a été documentée dans le livre de 2011, Mafia Queens of Mumbai, de l'écrivain et journaliste d'investigation Hussain Zaidi.
Le film Netflix indien de 2022 Gangubai Kathiawadi est basé sur la vie de Gangubai Kothewali et sur un chapitre du livre de Zaidi. Il a été réalisé par Sanjay Leela Bhansali avec l'actrice Alia Bhatt jouant le personnage principal.